# Hydroélectricité au Japon

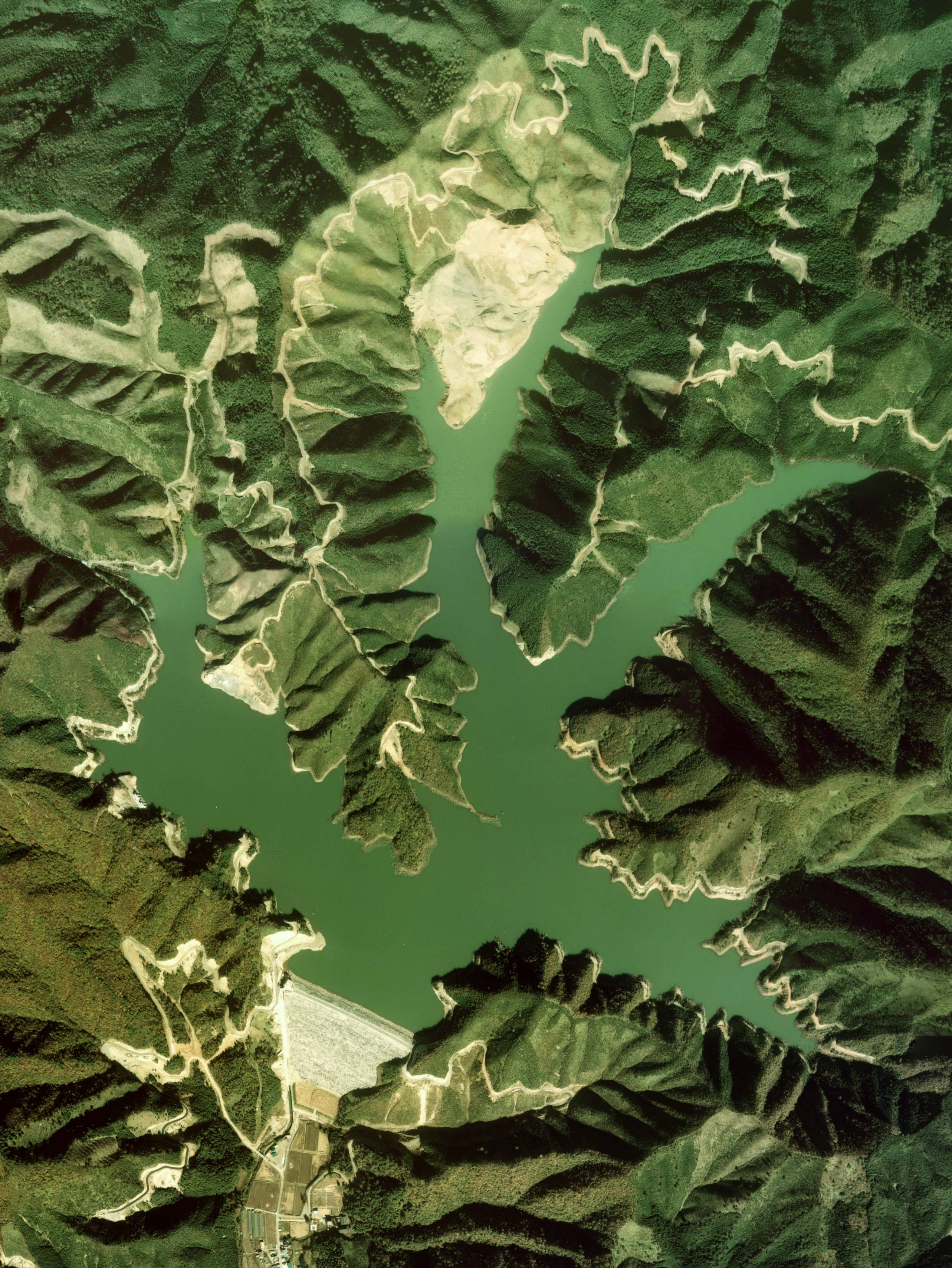
Barrage de Kurokawa, réservoir supérieur de la centrale d'Okutataragi (1932 MW), centrale la plus puissante du Japon.
Source : Japan Ministry of Land, Infrastructure and Transport.

L'hydroélectricité au Japon est la principale source d'énergie renouvelable du pays, avec une production d'électricité de 79,4 TWh en 2024, soit 1,7 % de la production mondiale, au 9e rang mondial ; elle fournissait 8,8 % de la production totale d'électricité du Japon en 2023.
La puissance des centrales hydroélectriques du Japon se classait fin 2024 au 7e rang mondial avec 3,4 % du total mondial.
L'originalité du Japon dans ce domaine est la part prépondérante des centrales de pompage-turbinage : 55,3 % de la puissance installée du pays et 14,5 % du total mondial, au 2e rang mondial, derrière la Chine (31 %) et devant les États-Unis (11,8 %).

## Potentiel hydroélectrique
Le potentiel hydroélectrique techniquement exploitable du Japon était estimé en 2013 par le Conseil mondial de l'énergie à 136,5 TWh/an. La plupart des sites favorables à l'installation de centrales de grande taille ont été équipés ; les projets importants en cours ou envisagés sont des centrales de pompage-turbinage. Le potentiel technique de la petite hydraulique est estimé à 47 TWh/an. La puissance installée de la petite hydraulique était fin 2011 de 3,5 GW, soit 12,5 % de la puissance conventionnelle totale.

## Production hydroélectrique
Selon l'Association internationale de l'hydroélectricité (IHA), la production hydroélectrique du Japon s'est élevée à 80 TWh en 2024, soit 1,7 % de la production mondiale, au 9e rang mondial, loin derrière la Chine (30,4 %), et au 4e rang en Asie derrière la Chine, l'Inde (4,3 %) et le Vietnam (2,1 %).
L'Energy Institute estime la production hydroélectrique du Japon à 79,4 TWh en 2024, au 9e rang mondial avec 1,8 % de la production mondiale, en hausse de 6,3 % en 2024, mais en baisse de 3 % en dix ans. Sa part dans la production d'électricité du pays est estimée à 7,8 % en 2024 (7,4 % en 2023).
Selon l'Agence internationale de l'énergie, en 2023, la production hydroélectrique japonaise atteignait 86 120 GWh, soit 8,8 % de la production d'électricité du pays.
| Année | Production (GWh) | Variation | Part prod.élec. |
| 2010  | 90 681           |           | 7,7 %           |
| 2011  | 91 709           | +1,1 %    | 8,3 %           |
| 2012  | 83 644           | -8,8 %    | 7,6 %           |
| 2013  | 84 885           | +1,5 %    | 7,7 %           |
| 2014  | 86 942           | +2,4 %    | 8,1 %           |
| 2015  | 91 269           | +5,0 %    | 8,6 %           |
| 2016  | 85 665           | -6,1 %    | 8,1 %           |
| 2017  | 91 103           | +6,3 %    | 8,4 %           |
| 2018  | 88 347           | -3,0 %    | 8,4 %           |
| 2019  | 87 653           | -0,8 %    | 8,4 %           |
| 2020  | 87 548           | -0,1 %    | 8,6 %           |
| 2021  | 88 825           | +1,5 %    | 8,5 %           |
| 2022  | 86 038           | -3,1 %    | 8,4 %           |
| 2023  | 86 120           | +0,1 %    | 8,8 %           |
| 2024  | 79 400           | +6,6 %    | 7,8 %           |

Selon l'Association internationale de l'hydroélectricité (IHA), la production hydroélectrique du Japon se classait en 2023 au 9e rang mondial avec 1,9 % de la production mondiale, loin derrière la Chine (28,9 %), et au 4e rang en Asie derrière la Chine, l'Inde (3,5 %) et le Vietnam (1,9 %), en 2021 au 8e rang mondial avec 2,3 % de la production mondiale, en 2020 au 8e rang mondial avec 2,0 % de la production mondiale, loin derrière la Chine (31 %), en 2019 au 9e rang mondial avec 2,0 % de la production mondiale et en 2018 au 8e rang mondial avec 2,1 % de la production mondiale.

## Puissance installée
La puissance installée des centrales hydroélectriques du Japon atteignait 49 660 MW fin 2024, soit 3,4 % du total mondial, au 7e rang mondial, derrière la Chine (435 950 MW ; 30,2 %), le Brésil (7,6 %), les États-Unis (7,1 %), le Canada (5,8 %), la Russie (3,8 %) et l'Inde (3,6 %). Plus de la moitié de ce parc est composée de centrales de pompage-turbinage : 27 470 MW. Les mises en service de 2024 se limitent à 6 MW. 
Les mises en service de 2023 se limitent à 6 MW, après deux années sans aucune mise en service.
En 2020, 111 MW ont été mis en service.
En 2016, le ministère japonais de l'environnement a sélectionné un consortium international pour construire sa première centrale marémotrice de taille commerciale (2 MW) dans le détroit de Naru près de Nagasaki.
En 2015, Toshiba a installé le second groupe de 200 MW de la centrale de pompage de Kyogoku à Hokkaido ; la première turbine avait été mise en service en 2014. Ces deux turbines utilisent la technologie à vitesse variable qui permet à la centrale, tout en fournissant de la puissance de pointe, de supprimer les fluctuations de la fréquence sur le réseau.
Les centrales hydroélectriques représentaient 16 % de la puissance installée totale en 2011 avec 48 GW, dont environ la moitié en pompage-turbinage ; un groupe a été mis en service à la centrale de Kannagawa en 2012, et 3,3 GW supplémentaires seront mis en service d'ici 2022.

## Principales centrales hydroélectriques
L'article en anglais Hydroelectricity in Japan fournit une liste de plusieurs dizaines de centrales hydroélectriques japonaises ; on constate que les 20 plus puissantes sont des centrales de pompage-turbinage ; parmi les autres, que l'on désigne usuellement comme centrales conventionnelles, les plus puissantes sont :

Principales centrales hydroélectriques japonaises conventionnelles
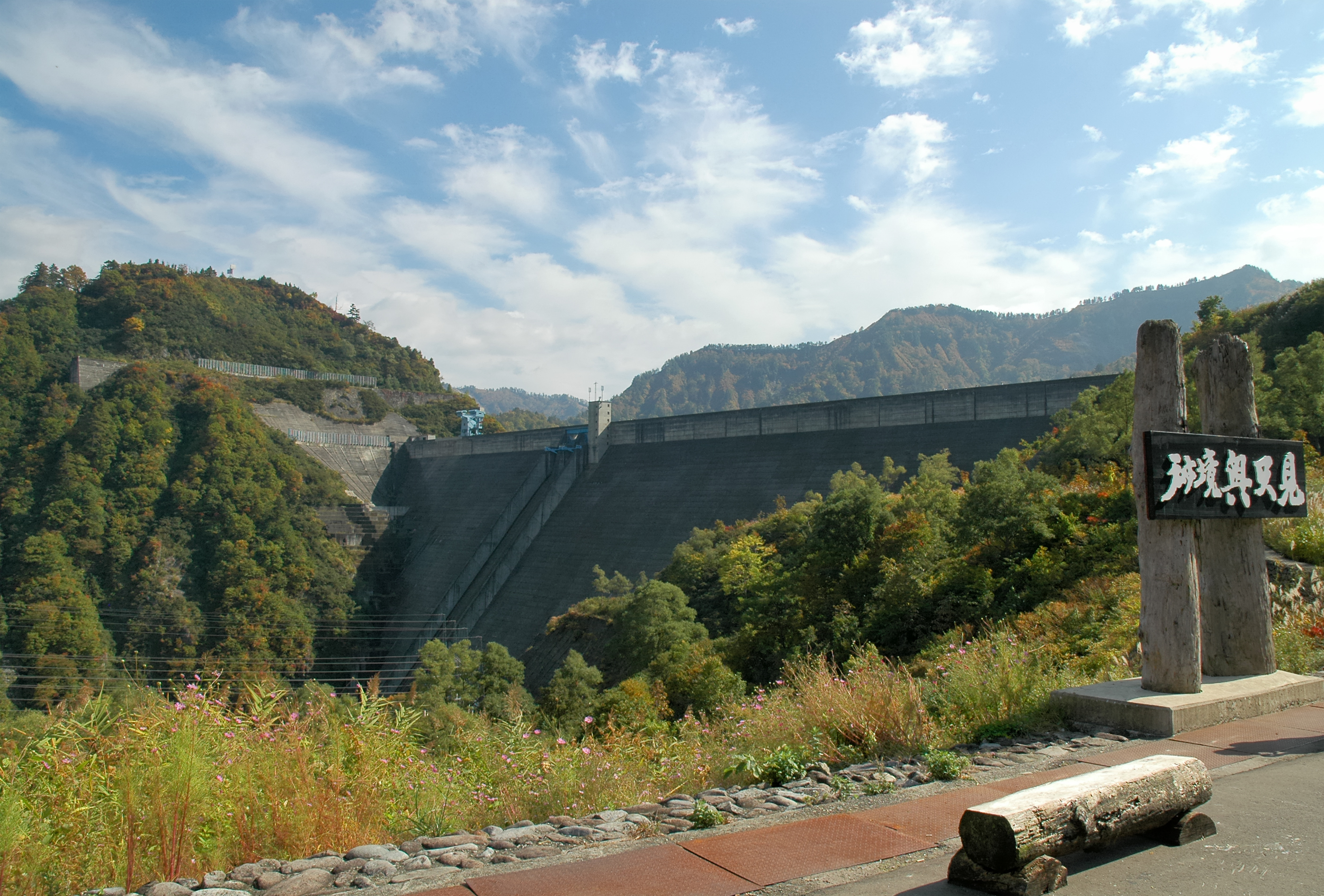
Barrage d'Okutadami qui alimente la plus puissante centrale hydroélectrique conventionnelle du Japon (560 MW).
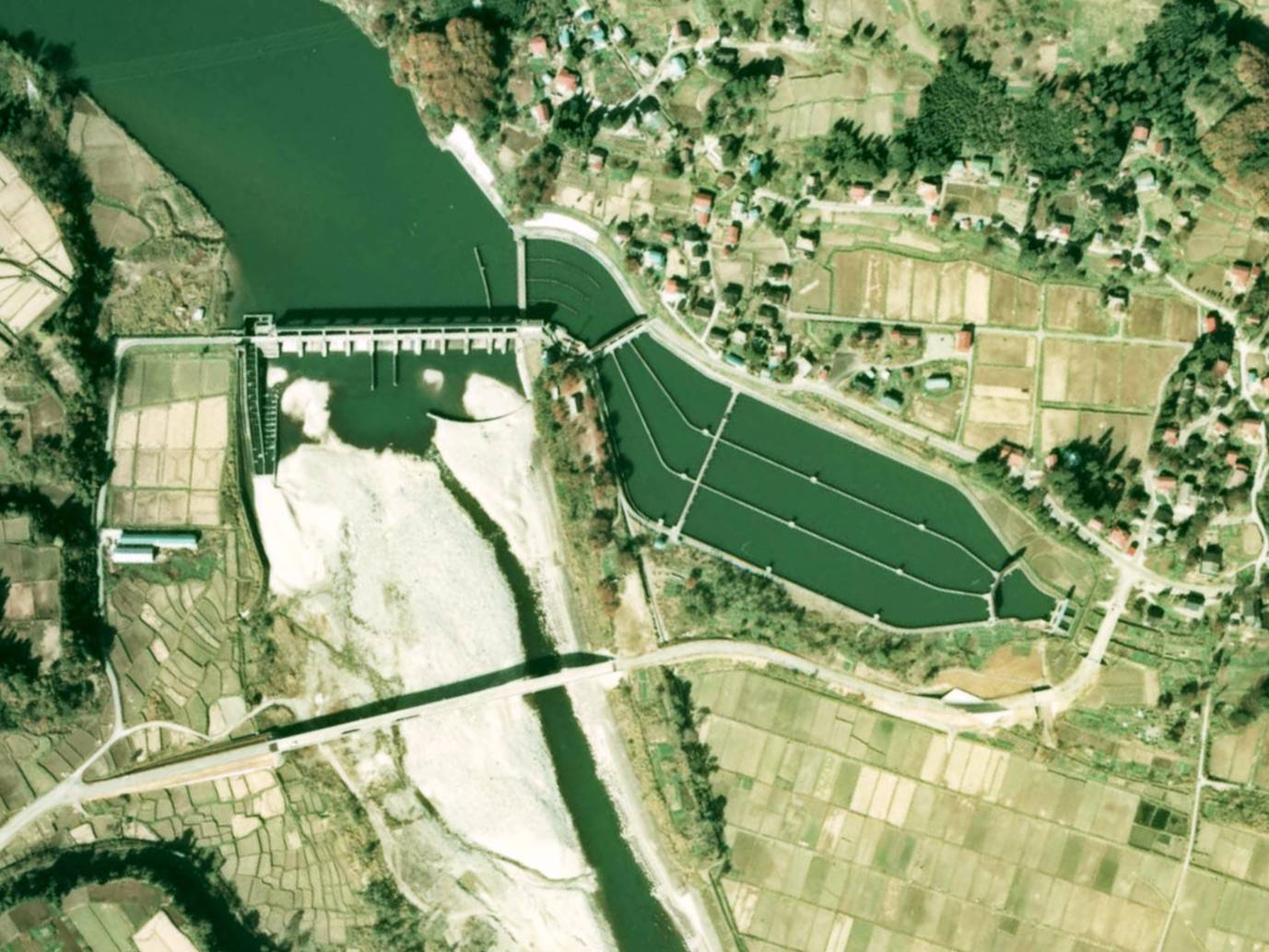
Barrage de Miyanaka (449 MW)
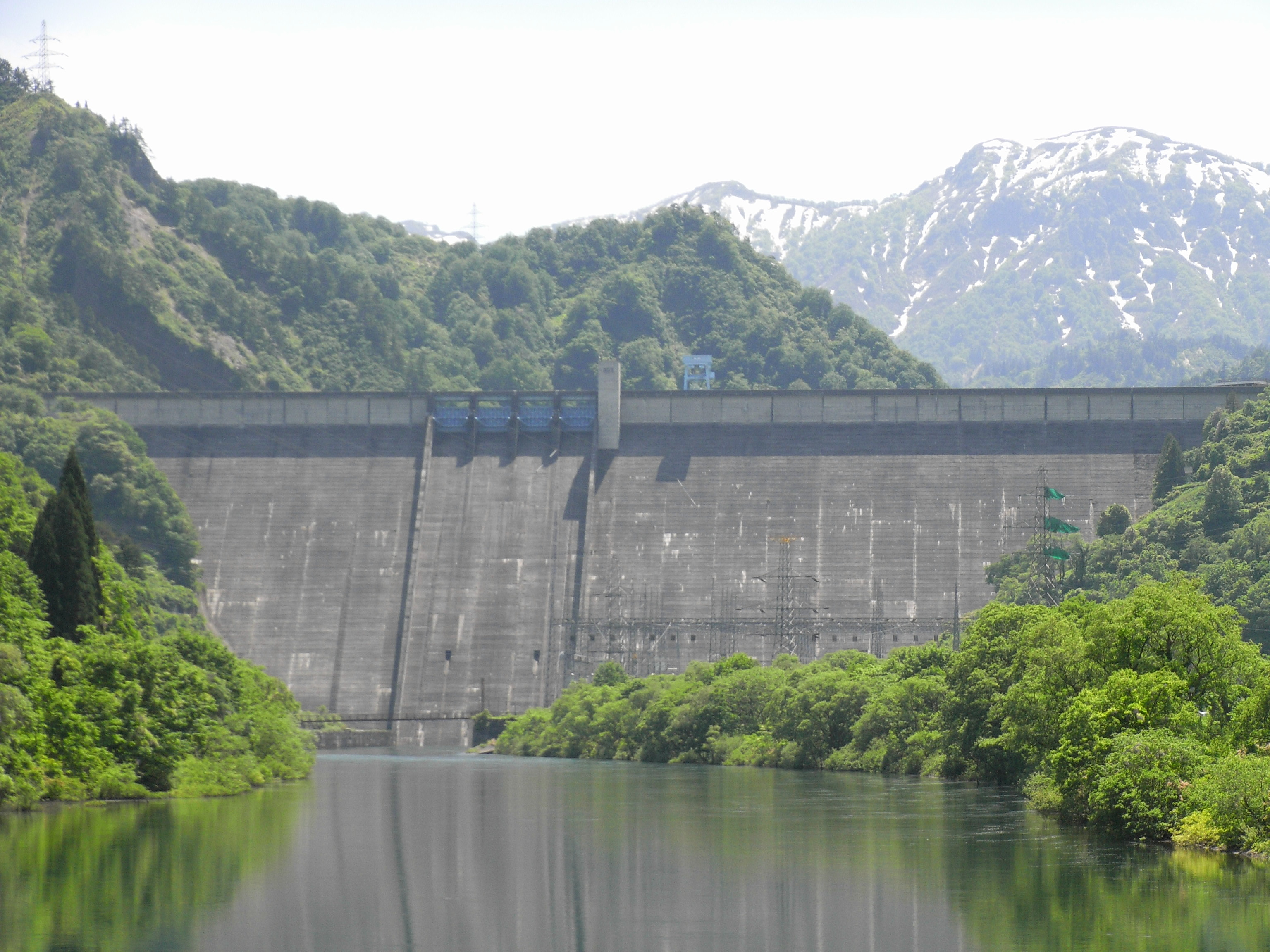
Barrage de Tagokura (390 MW)
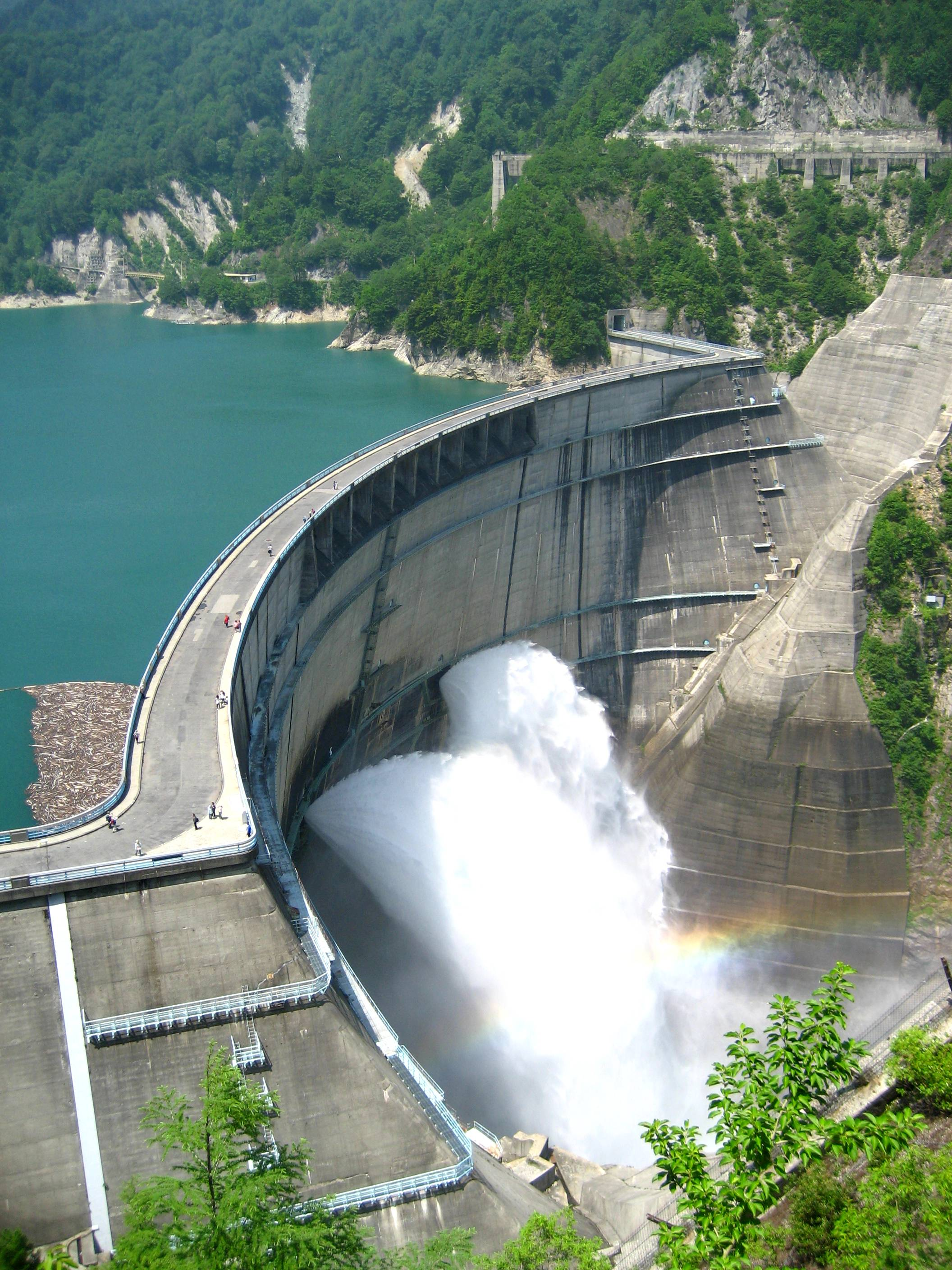
Barrage de Kurobe (336 MW)

## Centrales de pompage-turbinage
Les centrales de pompage-turbinage représentent plus de la moitié de la puissance hydroélectrique du Japon : 27 470 MW en 2024, soit 14,5 % du total mondial, au 2e rang mondial derrière la Chine (58 690 MW ; 31 %) et devant les États-Unis (11,8 %).
Le Japon est particulièrement bien équipé en centrales de pompage-turbinage :

Principales centrales japonaises de pompage-turbinage
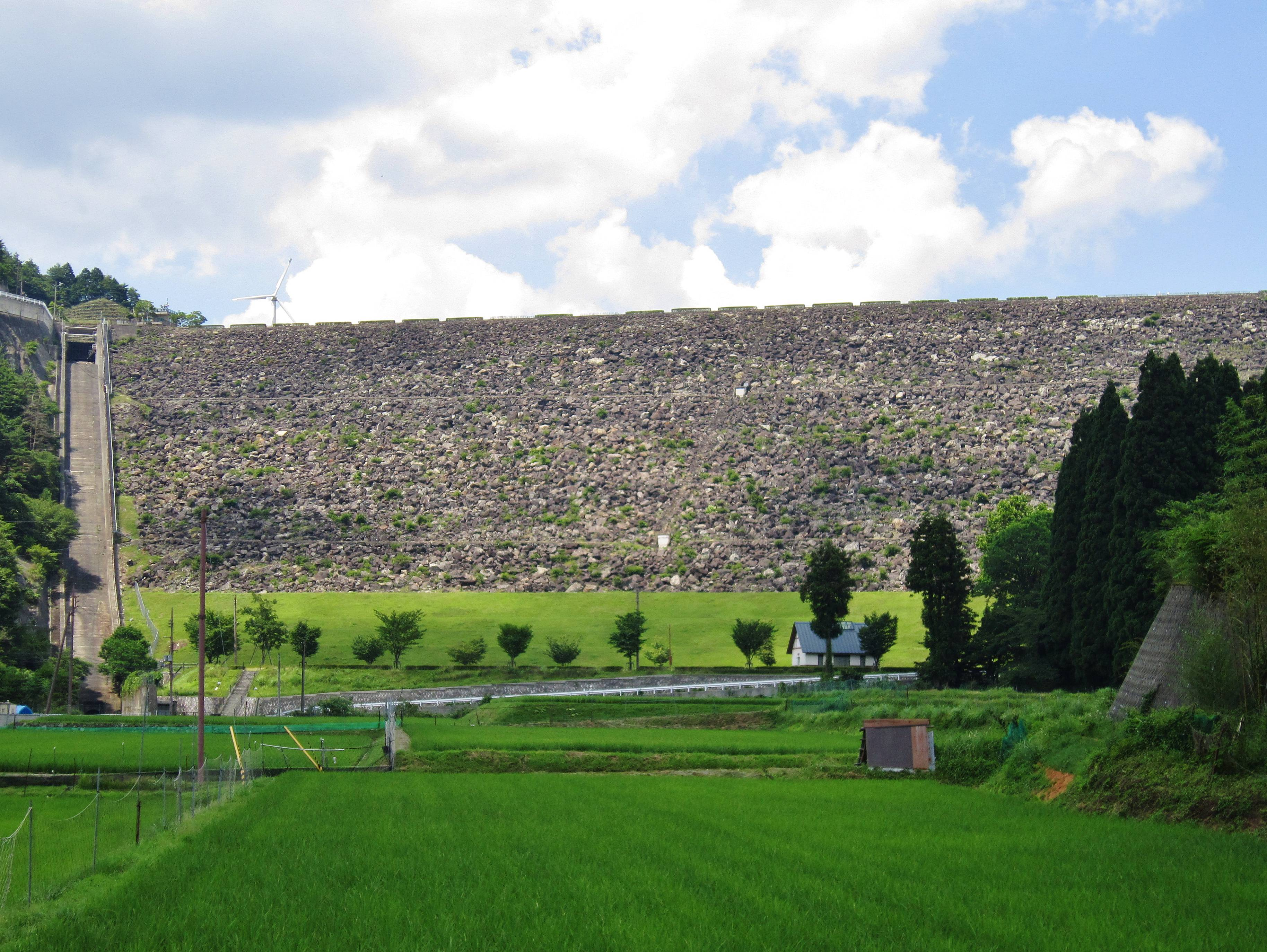
Barrage de Kurokawa, réservoir supérieur de la centrale d'Okutataragi (1 932 MW).
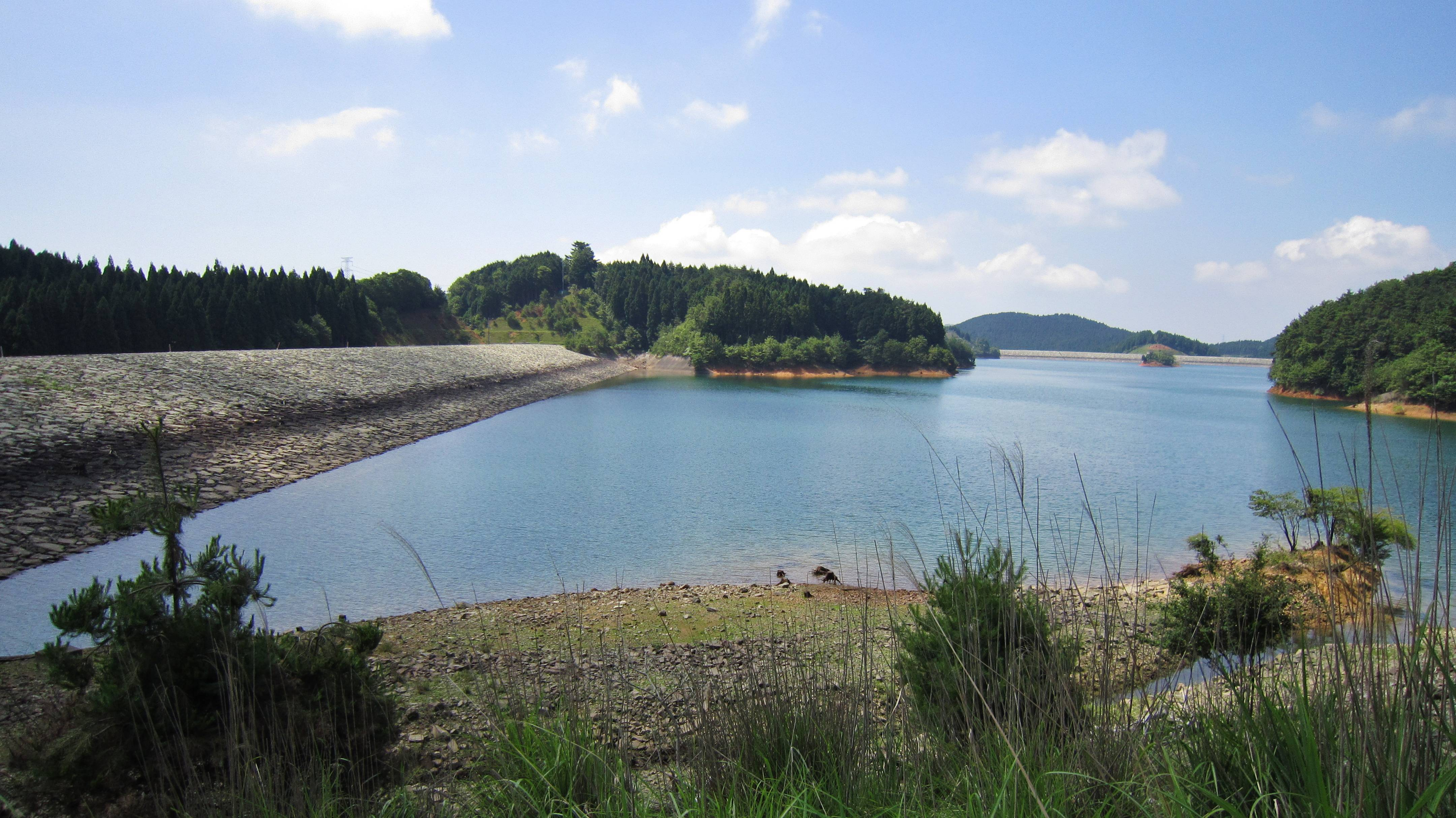
Lac Ota, réservoir supérieur de la centrale d'Okawachi (1 280 MW).
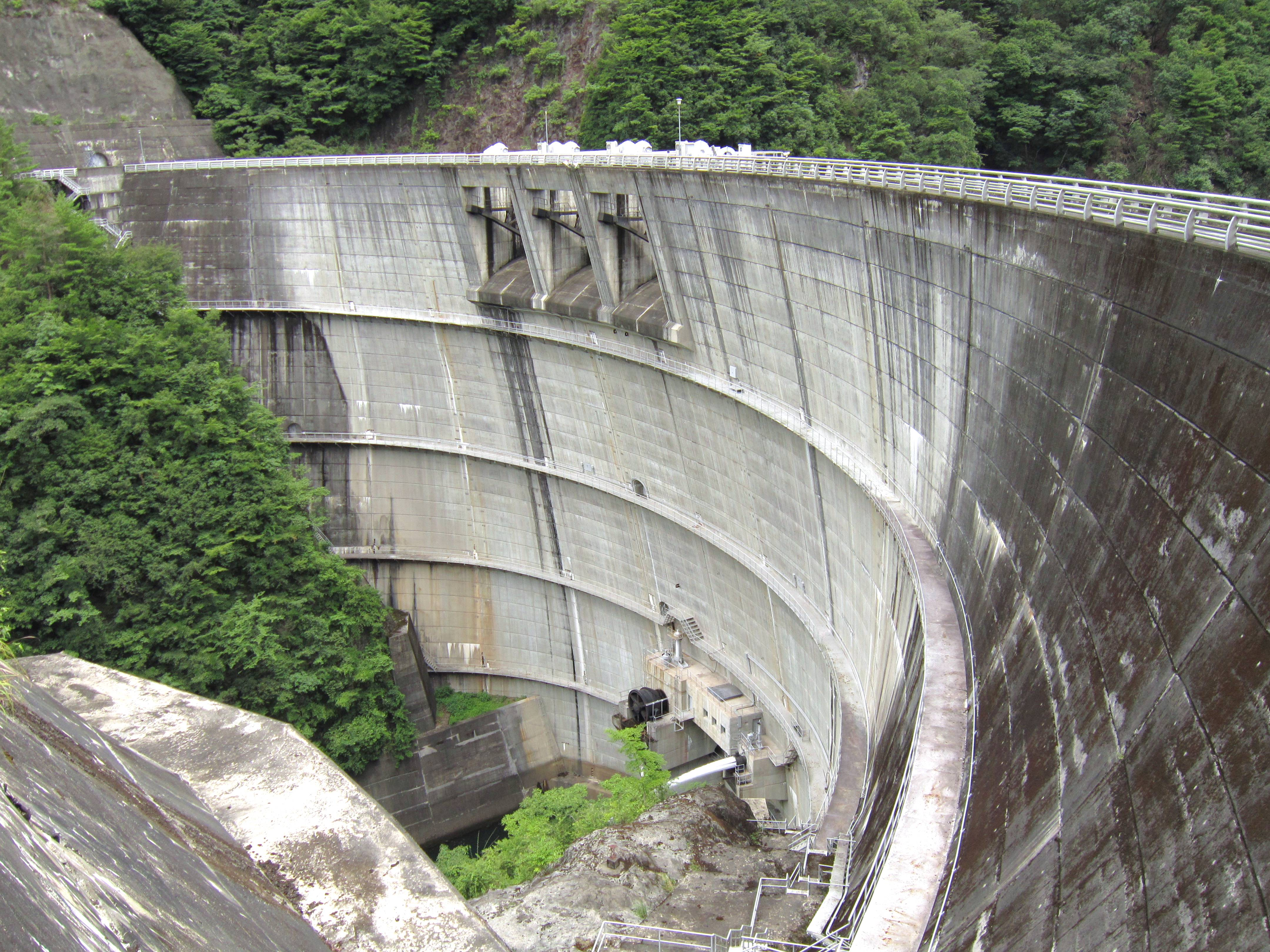
Barrage d'Asahi (Totsukawa, Nara), réservoir inférieur de la centrale d'Okuyoshino (1 206 MW).
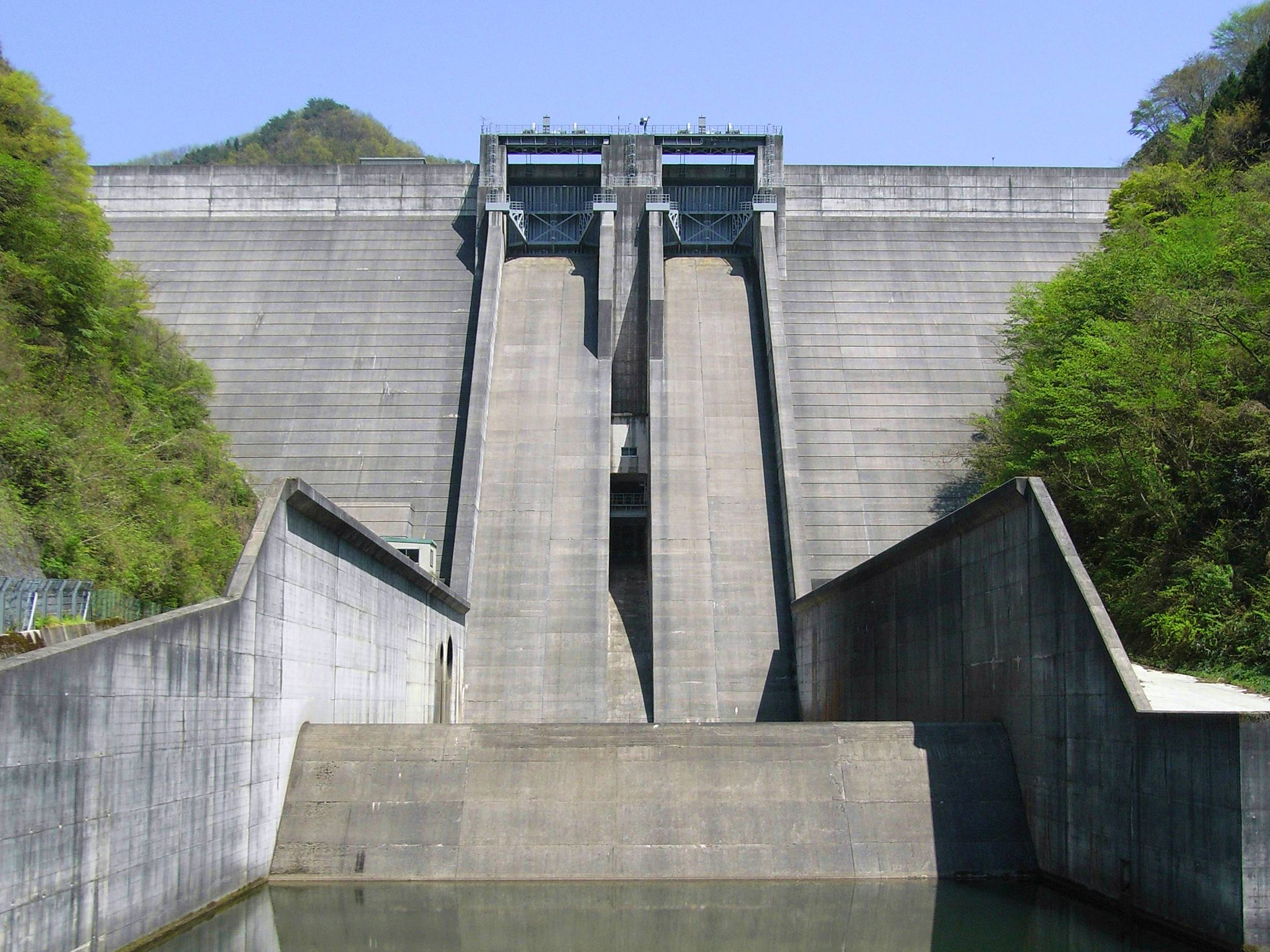
Barrage de Matanoagawa, réservoir inférieur de la centrale de Matanoagawa (1 200 MW).
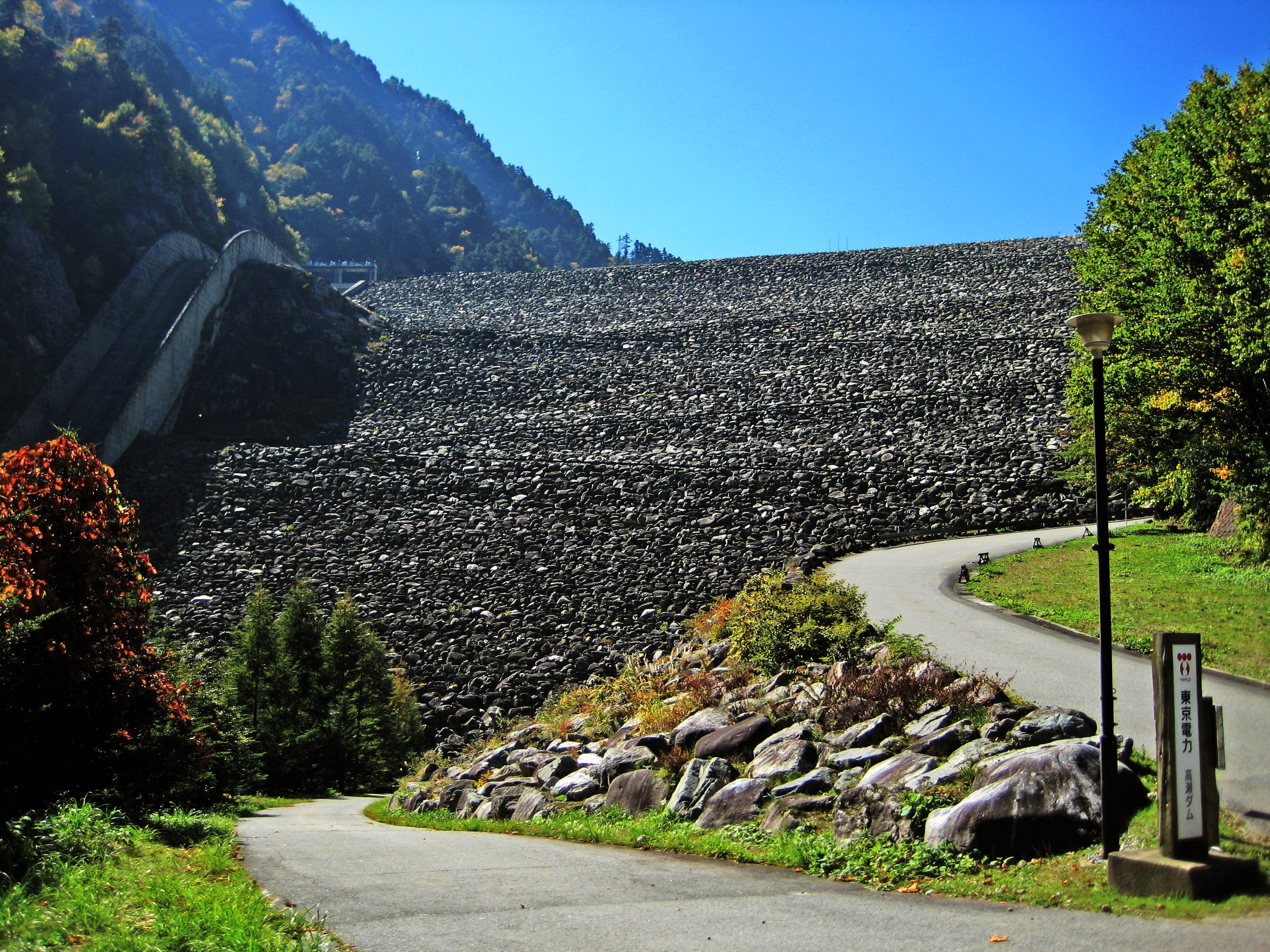
Barrage de Takase, réservoir supérieur de la centrale de Shin-Takasegawa (1 100 MW).
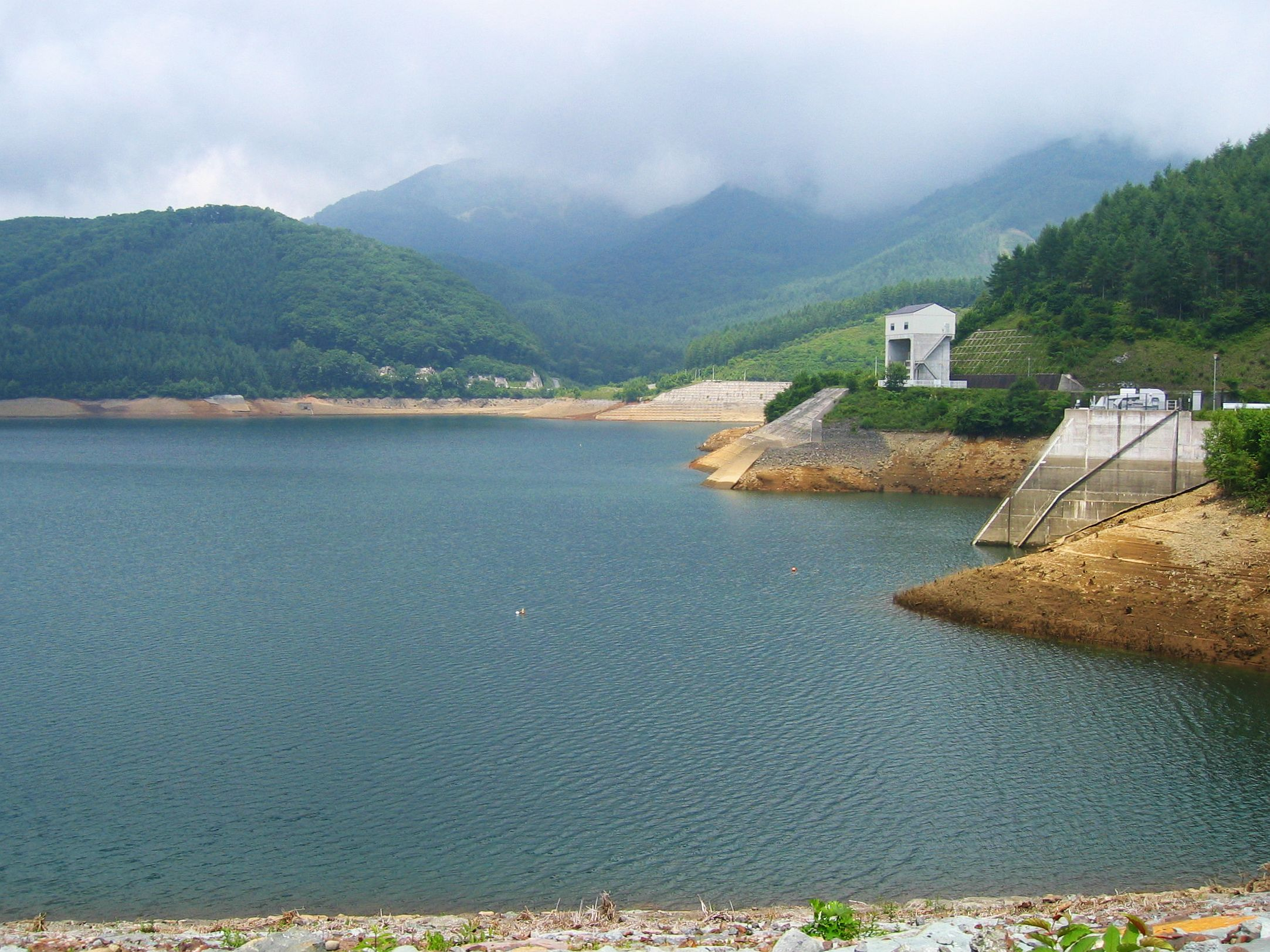
Barrage de Kamihikawa, réservoir supérieur de la centrale de pompage de Kazunogawa (1 200 MW).
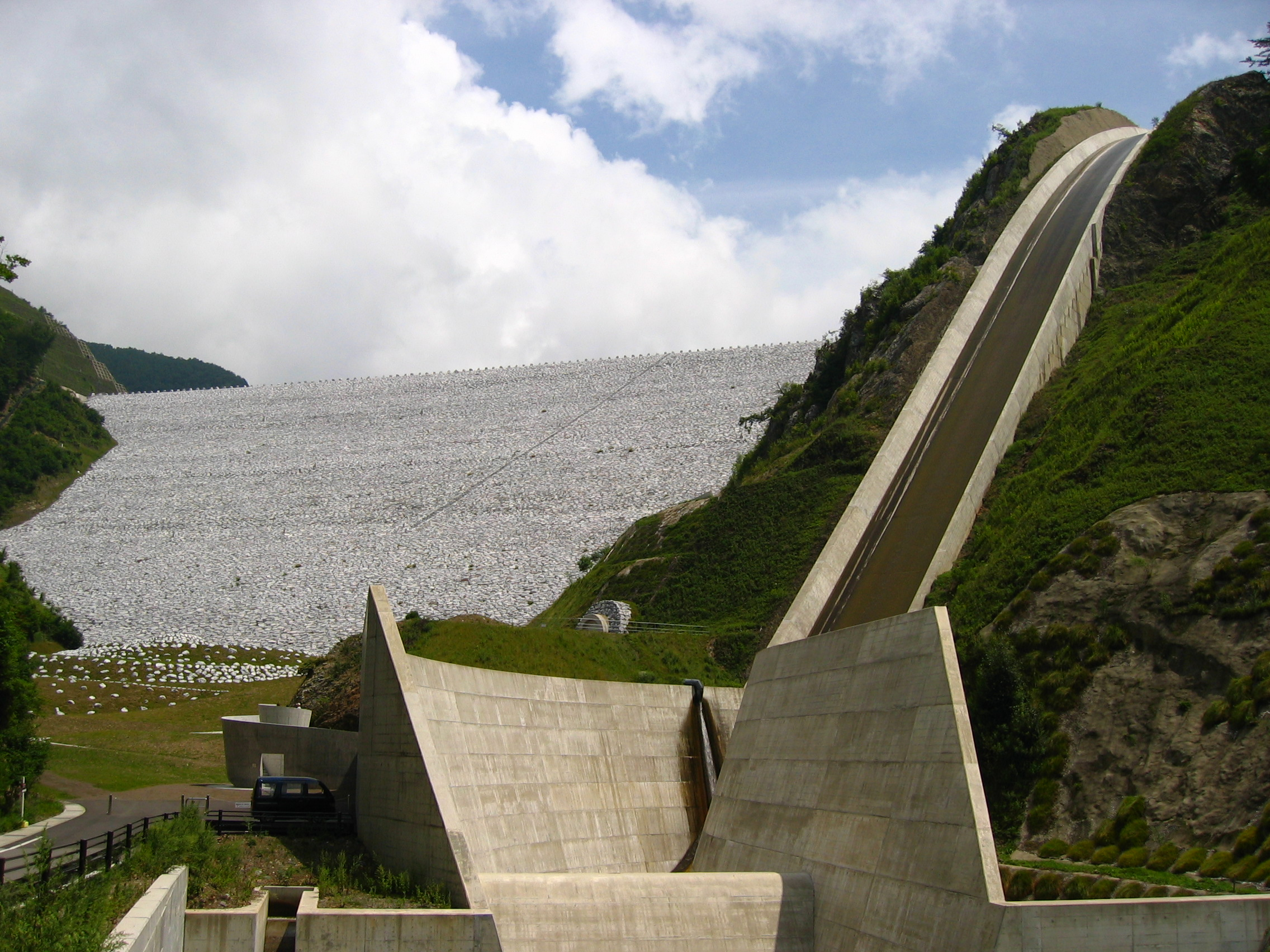
Barrage de Minamiaiki, réservoir supérieur de la centrale de Kannagawa (940 MW).

Un document de l'Ambassade de France au Japon fournit la liste complète de ces centrales en 2016.
Le Japon se classe au 3e rang mondial (derrière la Chine et les États-Unis) pour le nombre de centrales de pompage-turbinage de grande taille (1 000 MW et plus) : il possède 7 centrales d'une puissance totale de 9 293 MW, plus 2 centrales en construction (4 420 MW). La plus puissante de ces centrales, celle d'Okutataragi (1 932 MW), dans la Préfecture de Hyōgo, a été mise en service en 1974 et appartient à Kansai Electric Power Company. La centrale en construction de Kannagawa, dont la mise en service est programmée pour 2020, sera la 2e plus puissante du monde avec 2 820 MW, après celle de Bath County aux États-Unis ; deux de ses 6 groupes de 470 MW ont été mis en service en 2005 et 2012.
Le Japon a commencé à s'équiper de centrales de pompage-turbinage à partir de 1930. Tokyo Electric Power Company (TEPCO) a 9 de ces centrales totalisant environ 10 000 MW, dont la centrale de Kannagawa en cours de construction.
Le Japon est le premier pays à avoir construit une centrale de pompage-turbinage d'eau de mer (ou STEP marine), dans l'île d'Okinawa, en 1999 avec un dénivelé moyen de 136 mètres et une puissance turbinable de 30 MW utilisable pendant 8 heures,.

## Petite hydraulique
En septembre 2011, le Japon comptait 1 198 petites centrales hydroélectriques avec une puissance totale de 3 225 MW. Ces petites centrales représentaient 6,6% de la puissance hydroélectrique installée totale du Japon. le reste correspondait aux grandes et moyennes centrales, en général associées à de grands barrages. Le coût de production par kilowatt-heure des petites centrales était élevé : ¥15-100, empêchant le développement de cette source d'énergie.

## Politique énergétique
Le Japon s'est fixé l'objectif de tirer 9,6 % de son électricité de l'hydraulique d'ici 2030.
Le Japon garantit aux petites centrales hydroélectriques des tarifs d'achat de 35,7 JPY/kWh (0,29 €/kWh sur 20 ans pour une puissance inférieure à 200 kW, 30,45 JPY/kWh de 200 kW à 1 MW et 25,2 JPY/kWh de 1 MW à 3 MW.
En 2021, le Japon annonce ses objectifs climatiques pour 2030, qui prévoient le passage de la part de l'hydroélectricité à 11 % contre environ 9 % en 2021.